# Box-office 2025 au Canada et aux États-Unis
Cet article traite du box-office de 2025 au Canada et aux États-Unis.

## Classement
| Rang | Titre                                     | Pays | Réalisateur(s)              | Budget en USD | Recettes      | Week-end      |
| ---- | ----------------------------------------- | ---- | --------------------------- | ------------- | ------------- | ------------- |
| 1.   | Minecraft, le film                        |      | Jared Hess                  | 150 000 000   | 423 949 195 $ | 14 (fin)      |
| 2.   | Lilo et Stitch                            |      | Dean Fleischer Camp         | 100 000 000   | 421 743 335 $ | 11 (en cours) |
| 3.   | Superman                                  |      | James Gunn                  | 225 000 000   | 341 490 470 $ | 4 (en cours)  |
| 4.   | Jurassic World : Renaissance              |      | Gareth Edwards              | 180 000 000   | 332 181 885 $ | 5 (en cours)  |
| 5.   | Sinners                                   |      | Ryan Coogler                | 90 000 000    | 278 578 513 $ | 13 (fin)      |
| 6.   | Dragons                                   |      | Dean DeBlois                | 150 000 000   | 262 078 145 $ | 8 (en cours)  |
| 7.   | Les Quatre Fantastiques : Premiers Pas    |      | Matt Shakman                | 200 000 000   | 248 186 154 $ | 2 (en cours)  |
| 8.   | Captain America: Brave New World          |      | Julius Onah                 | 180 000 000   | 200 500 001 $ | 14 (fin)      |
| 9.   | Mission: Impossible - The Final Reckoning |      | Christopher McQuarrie       | 400 000 000   | 197 413 515 $ | 11 (en cours) |
| 10.  | Thunderbolts*                             |      | Jake Schreier               | 180 000 000   | 190 274 328 $ | 14 (fin)      |
| 11.  | F1                                        |      | Joseph Kosinski             | 250 000 000   | 183 118 597 $ | 5 (en cours)  |
| 12.  | Destination finale : Bloodlines           |      | Zach Lipovsky Adam B. Stein | 50 000 000    | 138 130 814 $ | 9 (fin)       |

## Box-office par semaine
| #  | Date              | Film no 1                              | Recettes      |
| -- | ----------------- | -------------------------------------- | ------------- |
| 1  | 3 janvier 2025    | Mufasa : Le Roi Lion                   | 23 461 633 $  |
| 2  | 10 janvier 2025   | Criminal Squad : Pantera               | 15 022 909 $  |
| 3  | 17 janvier 2025   | Mufasa : Le Roi Lion                   | 15 428 108 $  |
| 4  | 24 janvier 2025   | Vol à haut risque                      | 12 412 631 $  |
| 5  | 31 janvier 2025   | Dog Man                                | 36 001 940 $  |
| 6  | 7 février 2025    | Dog Man                                | 13 807 775 $  |
| 7  | 14 février 2025   | Captain America: Brave New World       | 88 842 603 $  |
| 8  | 21 février 2025   | Captain America: Brave New World       | 28 170 093 $  |
| 9  | 28 février 2025   | Captain America: Brave New World       | 14 850 888 $  |
| 10 | 7 mars 2025       | Mickey 17                              | 19 002 852 $  |
| 11 | 14 mars 2025      | Novocaine                              | 8 809 436 $   |
| 12 | 21 mars 2025      | Blanche-Neige                          | 42 206 415 $  |
| 13 | 28 mars 2025      | A Working Man                          | 15 510 312 $  |
| 14 | 4 avril 2025      | Minecraft, le film                     | 162 753 003 $ |
| 15 | 11 avril 2025     | Minecraft, le film                     | 78 503 124 $  |
| 16 | 18 avril 2025     | Sinners                                | 48 007 468 $  |
| 17 | 25 avril 2025     | Sinners                                | 45 708 664 $  |
| 18 | 2 mai 2025        | Thunderbolts*                          | 74 300 608 $  |
| 19 | 9 mai 2025        | Thunderbolts*                          | 32 390 811 $  |
| 20 | 16 mai 2025       | Destination finale : Bloodlines        | 51 600 106 $  |
| 21 | 23 mai 2025       | Lilo et Stitch                         | 146 016 175 $ |
| 22 | 30 mai 2025       | Lilo et Stitch                         | 61 808 626 $  |
| 23 | 6 juin 2025       | Lilo et Stitch                         | 32 362 543 $  |
| 24 | 13 juin 2025      | Dragons                                | 84 633 315 $  |
| 25 | 20 juin 2025      | Dragons                                | 36 577 190 $  |
| 26 | 27 juin 2025      | F1                                     | 57 001 667 $  |
| 27 | 4 juillet 2025    | Jurassic World : Renaissance           | 92 016 065 $  |
| 28 | 11 juillet 2025   | Superman                               | 125 021 735 $ |
| 29 | 18 juillet 2025   | Superman                               | 58 450 094 $  |
| 30 | 25 juillet 2025   | Les Quatre Fantastiques : Premiers Pas | 117 644 828 $ |
| 31 | 2 août 2025       | Les Quatre Fantastiques : Premiers Pas | 38 695 752 $  |
| 32 | 8 août 2025       | Évanouis                               | 43 501 217 $  |
| 33 | 15 août 2025      | Évanouis                               | 24 457 003 $  |
| 34 | 22 août 2025      |                                        |               |
| 35 | 29 août 2025      |                                        |               |
| 36 | 5 septembre 2025  |                                        |               |
| 37 | 12 septembre 2025 |                                        |               |
| 38 | 19 septembre 2025 |                                        |               |
| 39 | 26 septembre 2025 |                                        |               |
| 40 | 3 octobre 2025    |                                        |               |
| 41 | 10 octobre 2025   |                                        |               |
| 42 | 17 octobre 2025   |                                        |               |
| 43 | 24 octobre 2025   |                                        |               |
| 44 | 31 octobre 2025   |                                        |               |
| 45 | 7 novembre 2025   |                                        |               |
| 46 | 14 novembre 2025  |                                        |               |
| 47 | 21 novembre 2025  |                                        |               |
| 48 | 28 novembre 2025  |                                        |               |
| 49 | 5 décembre 2025   |                                        |               |
| 50 | 12 décembre 2025  |                                        |               |
| 51 | 19 décembre 2025  |                                        |               |
| 52 | 26 décembre 2025  |                                        |               |